# Лихулаская битва
Ли́хулаская битва — вооруженное столкновение между шведами и эстами в XIII веке. Целью военных действий был захват замка в Леале, Эстляндия. Точная дата остается неизвестной, хотя некоторые историки предполагают, что битва произошла 8 августа 1220 года. Это событие описано в Хронике Генриха Ливонского и Ливонской рифмованной хронике.
Шведские войска, первоначально во главе с королём Юханом I, в 1220 году вторглись на западное побережье Эстляндии, ещё не завоёванной тевтонскими рыцарями, и захватили часть мааконда Ляэнемаа и крепость Леаль, которую сделали своей главной опорной точкой.
После отбытия короля с частью войск эсты (в основном эзельцы) окружили крепость и 8 августа 1220 взяли её штурмом. Ярл шведской армии Карл Глухой, епископ Линчёпинга Карл Магнуссон (сын Ингрид Ильвы) и ещё почти 450 шведов были убиты в сражении, только нескольким солдатам удалось бежать в Колывань.
Поражение шведов некоторые историки объясняют быстрым продвижением датских и немецких крестоносцев, которые были в состоянии завоевать большинство здешних земель.